# Кулмамбет
Кулмамбет, Куланаян Кулмамбет (1826, аул Курметы ныне Райымбекского района Алматинской области — 1906, аул. Турген Енбекшиказахского района Алматинской области) — казахский певец-импровизатор.
Происходит из подрода куланаян рода кызылборик племени албан Старшего жуза.
Вместе с Суюнбаем основал школу айтысов в Жетысу, С юных лет любил исполнять песии-жыры. Импровизаторскому искусству учился у Шалабая, Асана муллы, Кодека, Койдыма, Болтирика, Майлы и других акынов. Состязался с поэтами Тубеком, Жанаком, Бактыбаем, Тезеком, Майкотом, Жамбылом, кыргызскими девушками Каламкас, Турсынай. Кулмамбет исполнял дастаны «Тысяча и одна ночь», «Кыз Жибек», «Рақымжанның зары», «Мунлык—Зарлык», «Туганбай и Конырбай» и др. Айтысы Кулмамбет опубликованы в журнале «Новая школа» (№ 9, 10; 1926) в сборнике «Айтыс» (1942, 1964, 1965, 198).
Сочинение «Сөзімнің қыл сыймайды арасына» вышло в свет в 1998 году. Жизнь и творчество акына исследовали М.Ауэзов, С.Муканов, Е.Исмаилов, Н.Торекулов, М.Каратаев. Произведения Кулмамбет хранятся в рукописном фонде Центральной научной библиотеки НАН РК, в рукописном центре Института литературы и искусства Казахстана.